# Kongero
Kongero är en svensk vokalgrupp som sjunger folkmusik. Gruppen bildades 2005 och består av Lotta Andersson, Emma Björling, Sofia Hultqvist Kott och Anna Wikenius.

## Historik
Under 2016 inledde gruppen ett samarbete med folkmusikgruppen Massivet där de kom att tolka varandras låtar.

## Diskografi
- 2008 – Om Mikaelidagen[3]
- 2011 – Bakvända världen[3]
- 2014 – No. 3
- 2017 – Kom[4]
- 2018 – Vaerla Vaken (tillsammans med Massivet)[5]

## Sångböcker
- 2016 – Kongero Song Book No. 1
- 2018 – Kongero Song Book No. 2